# Killingworth (Connecticut)
Pour les articles homonymes, voir Killingworth.
Killingworth est une ville américaine située dans le comté de Middlesex au Connecticut.
Killingworth devient une municipalité en 1667. C'est Edward Griswold qui lui donne ce nom, en référence à la ville anglaise de Kenilworth.

## Démographie
| 1790  | 1800  | 1810  | 1820  | 1830  | 1840  |
| ----- | ----- | ----- | ----- | ----- | ----- |
| 2 156 | 2 047 | 2 244 | 2 342 | 2 484 | 1 130 |

| 1850  | 1860  | 1870 | 1880 | 1890 | 1900 |
| ----- | ----- | ---- | ---- | ---- | ---- |
| 1 107 | 1 126 | 856  | 748  | 582  | 651  |

| 1910 | 1920 | 1930 | 1940  | 1950 | 1960  |
| ---- | ---- | ---- | ----- | ---- | ----- |
| 660  | 531  | 482  | 1 230 | 677  | 1 098 |

| 1970  | 1980  | 1990  | 2000  | 2010  | - |
| ----- | ----- | ----- | ----- | ----- | - |
| 2 435 | 3 976 | 4 814 | 6 018 | 6 525 | - |

Selon le recensement de 2010, Killingworth compte 6 525 habitants. La municipalité s'étend sur 35,78 milles carrés (92,67 km2), dont 0,45 milles carrés (1,17 km2) d'étendues d'eau.